# Minorita templom (Eger)

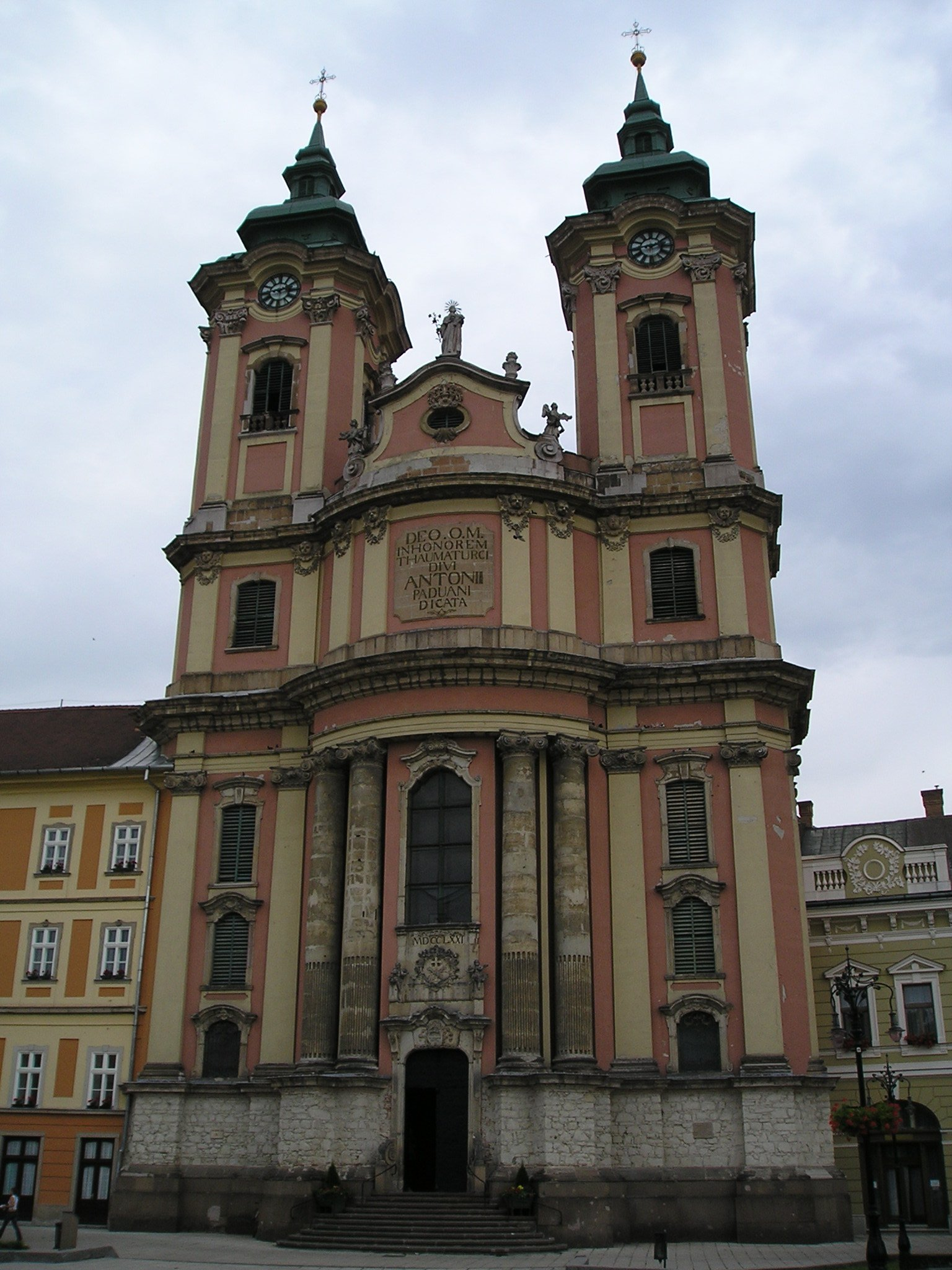
A tér felőli homlokzat (balra a rendház, jobbra a városháza)

Az egri Páduai Szent Antal-templom (gyakran minorita templom) a Dobó István tér meghatározó épülete, a város második legnagyobb temploma a főszékesegyház után, a főszékesegyház és a gyöngyösi Szent Bertalan-templom után Heves vármegye harmadik legnagyobb temploma. Keleti oldalán az 1773–75 között épített, egykori minorita rendház áll, nyugati oldalán pedig a városháza. Az egykori rendházban jelenleg a Szent Hedvig Középiskolai Leánykollégium működik.

## Története
A ferencesek már a 13. században megtelepedtek Egerben, és 1596-ig, a török megszállásig folyamatosan jelen is voltak a városban. 1687. december 8-án, tehát a török kiűzése utáni első napon Antonio Caraffa császári hadvezér a ferencesek korábbi, időközben mecsetté alakított templomát a mellette lévő kertekkel és házakkal együtt a rend minorita ágának adományozta. Ez a kis templom az Eger-patak fahídja mellett állt, ezért a patak áradásai erősen megrongálták, és 1712-ben le kellett bontani. 1715–17-ben új, Páduai szent Antalnak szentelt templomot emeltek a régi helyén, de az újabb áradások ezt is annyira megrongálták, hogy használhatatlanná vált.
Konkrét levéltári források nem maradtak fenn arról, hogy ki is tervezte az új, a pataktól távolabb álló és a korábbiaknál lényegesen nagyobb épületet. A művészettörténészek jelenlegi többségi álláspontja szerint a tervek valószínűleg a híres barokk kori építész, Kilian Ignaz Dientzenhofer munkái, bár egyesek a művészeti terveket Gerl Mátyásnak, a bécsi hercegérsek építészének tulajdonítják. Az előbbi álláspontot támasztja alá, hogy az épület meglehetősen hasonlít a piarista rend bécsi Maria Treu templomára és a prágai Szent Katalin-templomra. Mivel a környéken nincs megfelelő építőanyag, a köveket Tardosról, Noszvajról, Mezőkövesdről és Bogácsról hozták. Az alapkőbe helyezett okirat szerint az építkezést Falk János egri kőművesmester kezdte el (1758-ban). Falk egy év múlva meghalt, és ekkor a munka vezetését pallérja, a szintén egri Nietschmann János vette át.
Az épület 1767-re készült el; ekkor kezdték el külső és belső díszítését, berendezését. A főhomlokzaton az 1771 évszám díszeleg, a templomot azonban csak 1773. április 18-án szentelte fel Batthyány Ignác püspök (elődjéhez hasonlóan) páduai szent Antal tiszteletére. A berendezés nagyja 1773-ra készült el, de 1792-ig mondhatni, folyamatosan bővítették. Az egri minoriták gvárdiánjának sokan felrótták, hogy a pazarul kivitelezett, nagy épület sehogy sincs összhangban a rend vállalt szegénységével.
A mennyezet freskóit Reindl Márton pozsonyi festő festette 1769–1770-ben. A főoltár képét 1771-ben Kracker János Lukács festette, a vörös márvány oltárasztalt Szelecky Márton készítette. Szent Antal nagy, deméndi (ma Demjén) kőből faragott szobrát 1771-ben helyezték el a főhomlokzaton. A szószék asztalosmunkája Benedictus Mönch, azaz Benedek szerzetes, a stukkómárvány Spórer Mihály, a nagy aranyozott dombormű (Keresztelő szent János a pusztában) Móczer József (1792) munkája. Ugyancsak 1792-ben faragták a templomhajó művészi padsorait.
A templomot az 1827-es tűzvész súlyosan megrongálta.

## Az épület
A templom homlokzata a tér felé fordul északi irányban. Két sarkán egy-egy 57 m magas, erősen kiugró párkányokkal többszörösen tagolt torony emelkedik. A kecses toronysisakok tetejét kovácsoltvas keresztek díszítik.
A homlokzat a két torony között ívesen kidomborodik — ez Magyarország egyetlen, ívelt homlokzatú barokk temploma. A főbejárathoz lépcsősor vezet; ezt kétoldalt magas lábazatra állított, hatalmas korinthoszi oszloppárok szegélyezik. Az oszlopok magasra nyúlnak, egészen a főpárkányig. A kapu zárókövén rokokó keretben a PRO DEO NUNQUAM SATIS (Istenért semmi sem elegendő) jelmondat olvasható. A felirat fölötti gazdagon faragott keretben két keresztbe tett kart látunk: ez a ferences rend címere. A homlokzat kidomborodó részének tetejét öt szobor díszíti — ezeket Öreg Hössz János egri statuárius, azaz szobrász faragta. Az ív csúcsán a névadó szent Antal szobra áll; kezében egyik jelképével, a liliommal.
Az egyhajós épület alaprajza latin kereszt alakú. A főhajó háromszakaszos. A szentély alaprajza négyzetes, a végén nagy oltárépítmény áll.
Műemlék: törzsszáma 1940, KÖH azonosító száma 5479.

## Berendezése

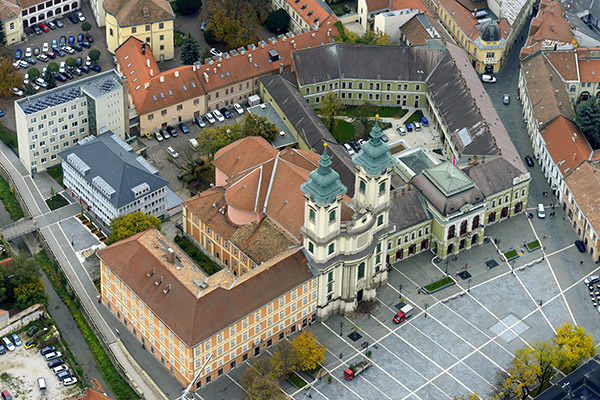
A templom a felújítás után

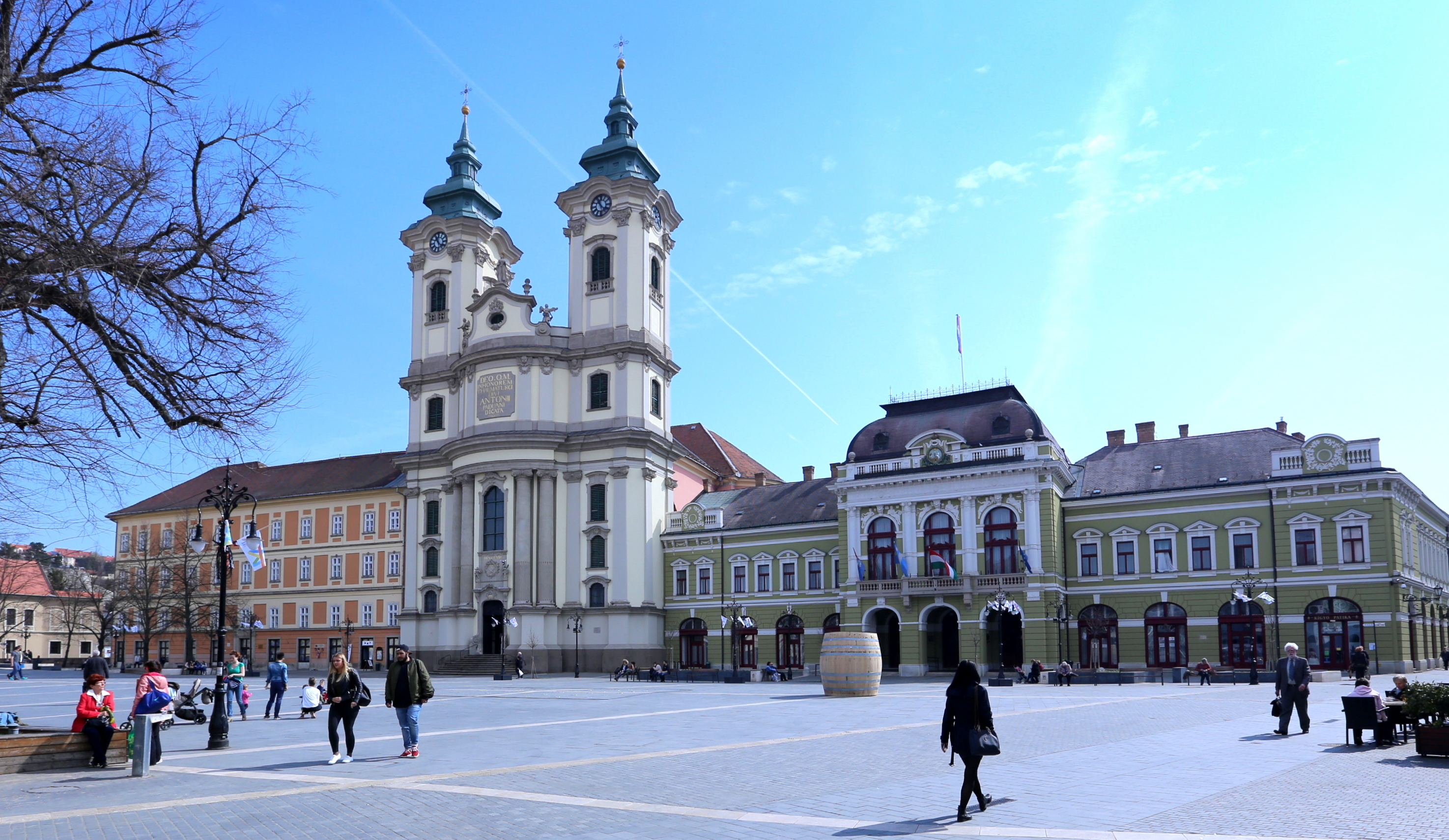

- A főoltár nagy oltárképe szent Antal látomását ábrázolja: Szűz Mária a felhőkön lebeg, karján a kis Jézussal. A főoltár előtt kétoldalt szent Lajos és szent Bonaventura stukkószobra áll. Kétoldalt három-három barokk mellékoltárt helyeztek el.
- A bejárattól balra, a kórus mellett áll a Szent Flórián-oltár. Az oltárkép két oldalán két szent püspök grisaille festésű alakja áll (balról méhkassal és röpülő méhekkel, jobbról pálmaággal). A kép középterében felhők között áll a római páncélt viselő szent; mögötte angyal tart egy rózsaszín zászlót. A szent jobbjával vizet zúdít az alatt lángokban álló egri minorita rendházra. A naivan megfestett épület még csak kétemeletes; a toronysisakok egyszerű gúlák. A templom másik oldalán a régi városháza egyemeletes, egyszerű épülete áll.

Az oltárt azután emelték, hogy 1823-ban leégett a templom mellett álló rendház. A tűzvészben teljesen elpusztult a korábban itt, a rendházzal érintkező falnál állt oltár is, az új oltárt ezért szent Flórián, a tűzoltók védőszentjének tiszteletére emelték. Az oltárkép olasz műmárványt utánzó grisaille kerete a 17. századi oltár (és a többi mellékoltár) keretével azonos jellegű. Az oltár melletti falon egy szent Tádéhoz szóló imádság szövegét függesztették ki.
- Szent József oltárát a hajó jobb oldalán, a kórus mellett (szent Flórián oltárával szemben) emelték. Az oltárkép két oldalán a grisaille keret részeként szent Rókus és szent Vendel alakja áll. A félkörívben záródó oltárképen Szent József nevelt fiát, Jézust láthatjuk a halálos ágyánál. Az előtérben egy gyermekangyal áll szekercével, az ágy lábánál nőalak ékszerekkel. A záró félkörívben angyal lebeg.

Az 1925-ös földrengés az oltárt megrongálta, ezért azt átalakították. A stipest 1930-ban cserélték ki a mostani, meglehetősen egyszerű darabra.
- A hajó bal oldalának középső fülkéjében szent Anna oltára áll. Az oltárképen szent Joachim éppen átadja szent Annának a kis Máriát. Anna zöldes és sárga köntöst, Joachim eperszín palástot visel. A kedves arcú Mária kék ingvállas ruhácskát: barokk polgári öltözéket hord. A háttérben rozsdavörös felhőgomoly mögött angyalok lebegnek; középen az Atyaisten előrehajló alakja látható. A képet Kracker János Lukács egri festő festette 1775-ben.

Alatta az oltáron egy kisebb, áttört, aranyozott, hegedű idomú keretbe zárt predellakép az oltár donátorának névpatrónusát, szent Zsófiát ábrázolja. Ez a festmény is Kracker műve 1775-ből.
A stipes puttójának irattekercsén az „ALTARE HOC DEO IN HONOREM S. ANNA EPOSVIT ET ERIGI CURAVIT SOPHIA NITRAI AGRIENSIS” felirat olvasható. A felirat chronostikonja az 1775-ös évet adja. Az oltár két oldalán egy-egy oszlop magasodik az oltárkép grisaille kerete előtt; az oszlopfő fölötti, visszakunkorodó díszen egy-egy puttó ül. Az oszlopok külső oldalán egy-egy infulás szent püspök szobra áll: a bal oldali valószínűleg Zakariás.
Az oltár mellett a templom faragott szószéke áll.
- A hajó jobb oldalának középső fülkéjében (szent Anna oltárával szemben) Nepomuki szent János oltára áll. A barokk oltárképen az angyalok a mennybe ragadják szent Jánost. A képet ívesen tört vonalú, szürke márvány keretben helyezték el. Alatta az oltáron hársfából faragott, fönt ívesen áttört vonalú, aranyozott volutás, változatos rocaille-okkal és rózsagirlandokkal díszített, hegedű idomú keretben egy provinciális jellegű barokk olajfestmény szent Katalint ábrázolja koronával, karddal, kehellyel és pálmaággal, helyi barokk viseletben.

A nem túl nívós képeket környező építmény az egyik legszebb magyarországi rokokó oltár. Színezése könnyed, világias, miként a díszítmények többsége is.
A felépítményt szürkés rózsaszín stukkó-márvány és mérsékelt aranyozás díszíti. A szemközti oltárhoz hasonlóan az oltárképek két oldalán lábazatról emelkedik egy-egy oszlop. Külső oldalukon konzolon egy-egy szent áll:
baloldalt Keresztelő szent János a kereszttel,
jobboldalt a kezében könyvet tartó Szent János evangélista.
A lábazat átlós tengelyű, magas; a sudaras törzsű márványoszlopokat aranyozott kompozit fejezet zárja. Az oszlopok között a keretet tört ívben megmozgatott párkányokról induló, szabad volutákkal keretezett, ívelt párkánnyal záródó oromzat koronázza. Az oromzat fölött aranyozott felhőcsomókkal és dies-sugarakkal körülvett istenszem látható. A volutákon fehér stukkó gyermekangyalok táncolnak, mögöttük aranyozott rokokó vázák állnak virágcsokrokkal. Az építményen számos további, finom vonalú rokokó díszt helyeztek el.
Az oltárképek alatt, a retabulumhoz épített, szarkofág alakú stipes előlapján egy rossz anatómiával faragott puttó irattekercset tart. A tekercs felirata: „BEATUS QUI LINGVA SVA NON EST LAPSUS ECCL. XXV. VI. II.”
- A Fájdalmas Szűz oltára baloldalt a harmadik oltár (a kereszthajóban). Az oltár két oldalán egy-egy stukkó szobor áll: balra Szent János evangélista, jobbra Szűz Mária. Az oromzat csigás csúcsán lebegő puttó csillagos aureolát emel a magasba. A Pietàt ábrázoló oltárkép Zirckler János egri festő munkája: a kék köpenyes, széttárt karú Mária ölében verisztikus mozdulattal nyúlik el Krisztus teste. A háttérben barna-vörös felhők között puttók lebegnek. Az oltár menzája a szemközt álló Szent Kereszt oltárénál kevésbé cikornyás; a copf stílus („XVI. Lajos stílus”) hazai változatának jellegzetes darabja. Az aranyozott, fülkés tabernákulumot két füzéres váza között vájatolt, aranyozott fejezetű pilasztertörzsek fogják közre. A nemes vonalú, tagolt és előre ívelő párkányzaton két kis füzérdíszes váza között Isten báránya nyugszik füzéres volutákon, illetve a hétpecsétes könyvön. Az oltáron a szenvedő Krisztus egyszerű, a 19. század közepén készült faszobra áll.
- A Szent Kereszt oltára jobboldalt a harmadik oltár (a kereszthajóban) - Kiss Alajos műve.

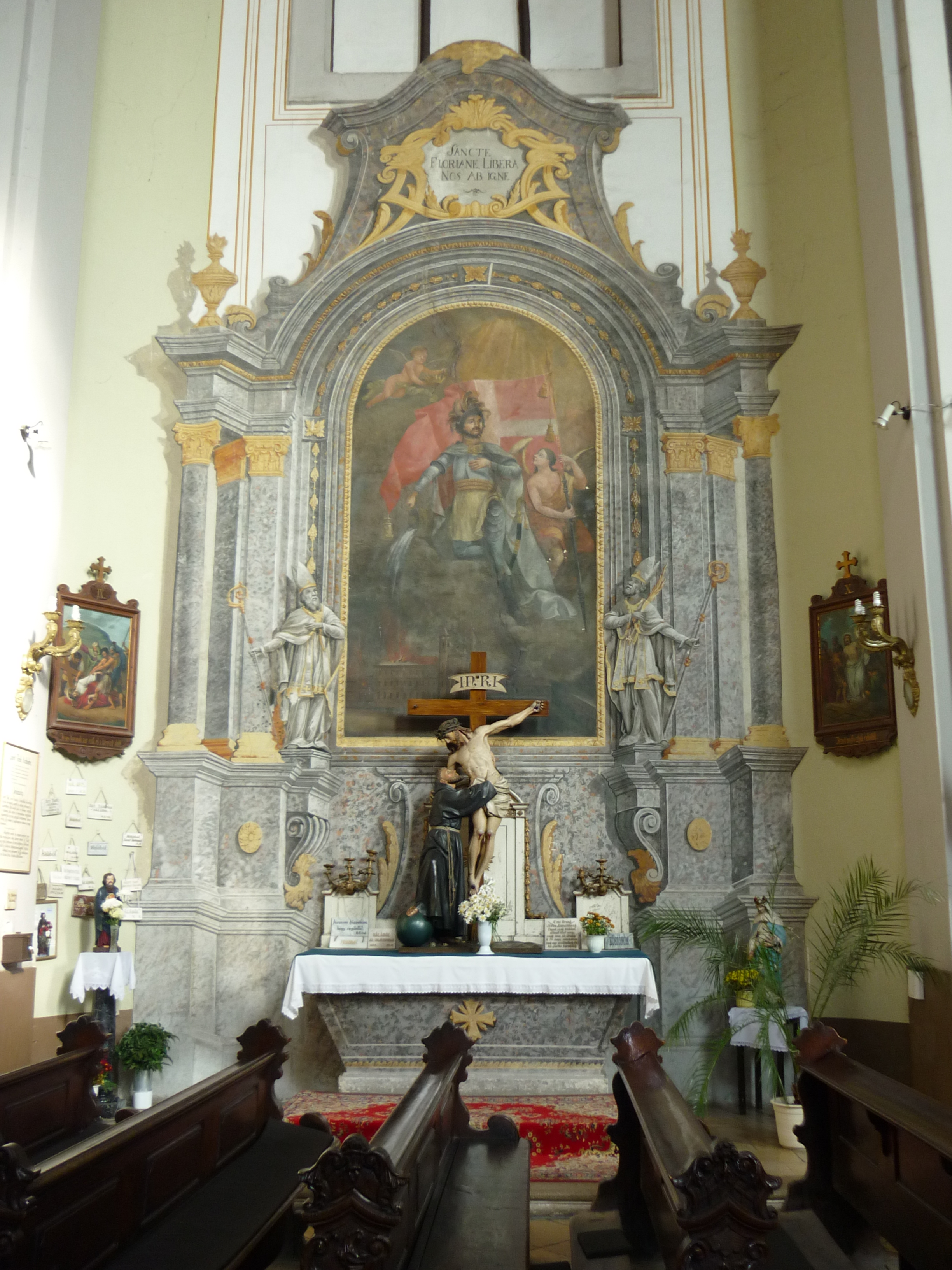
A Szent Flórián-oltár
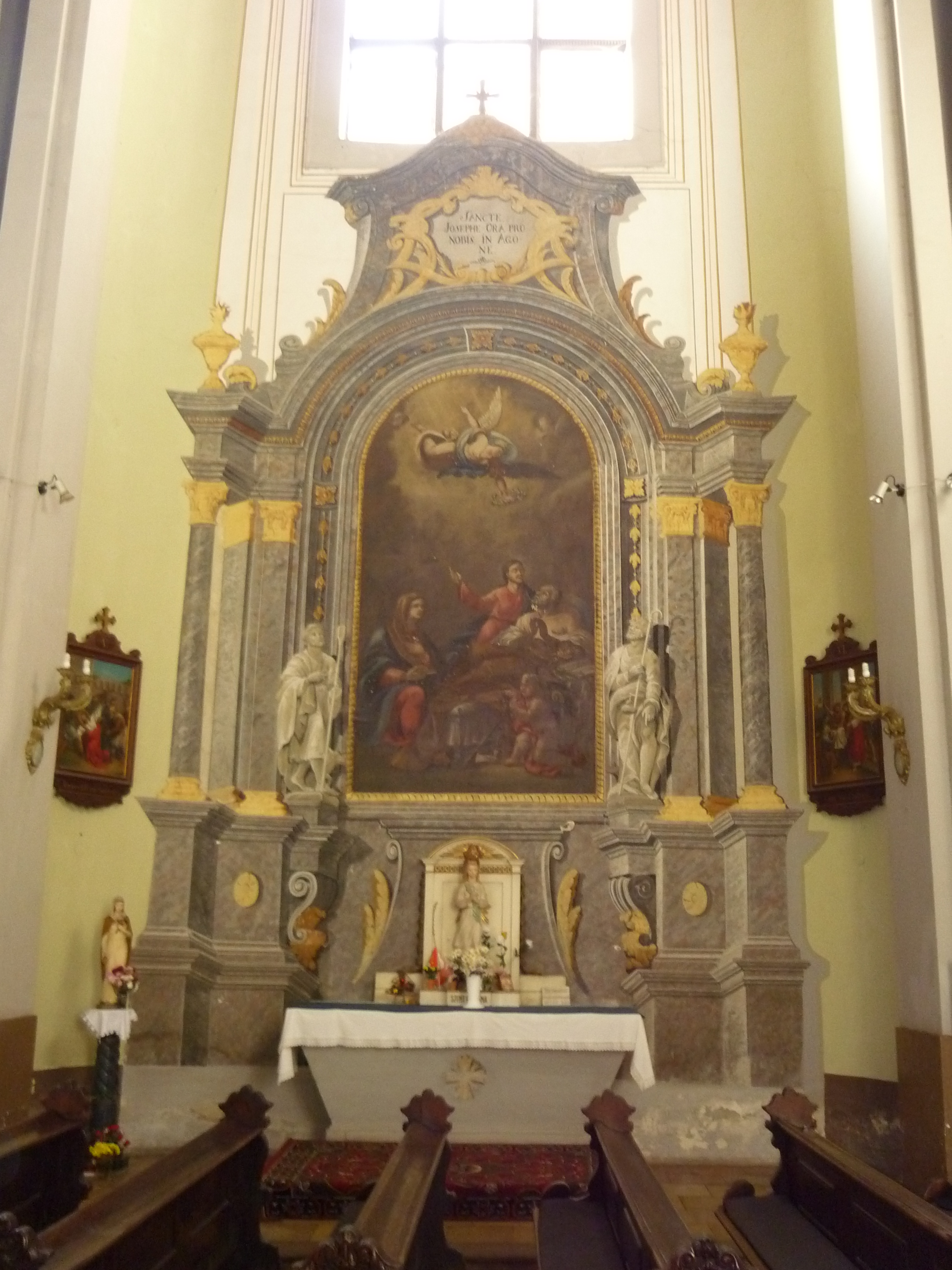
A Szent József-oltár
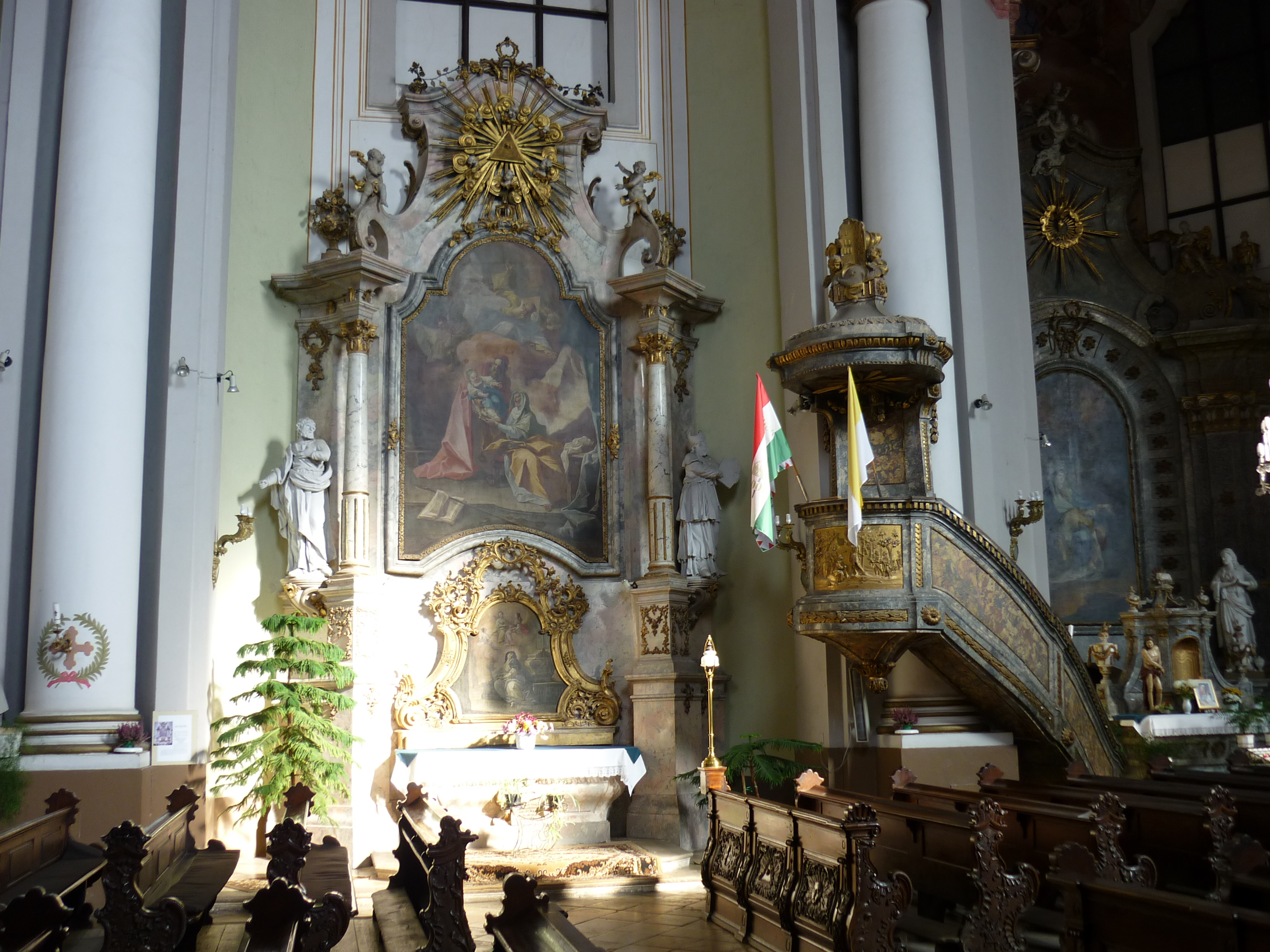
A Szent Anna-oltár és a szószék
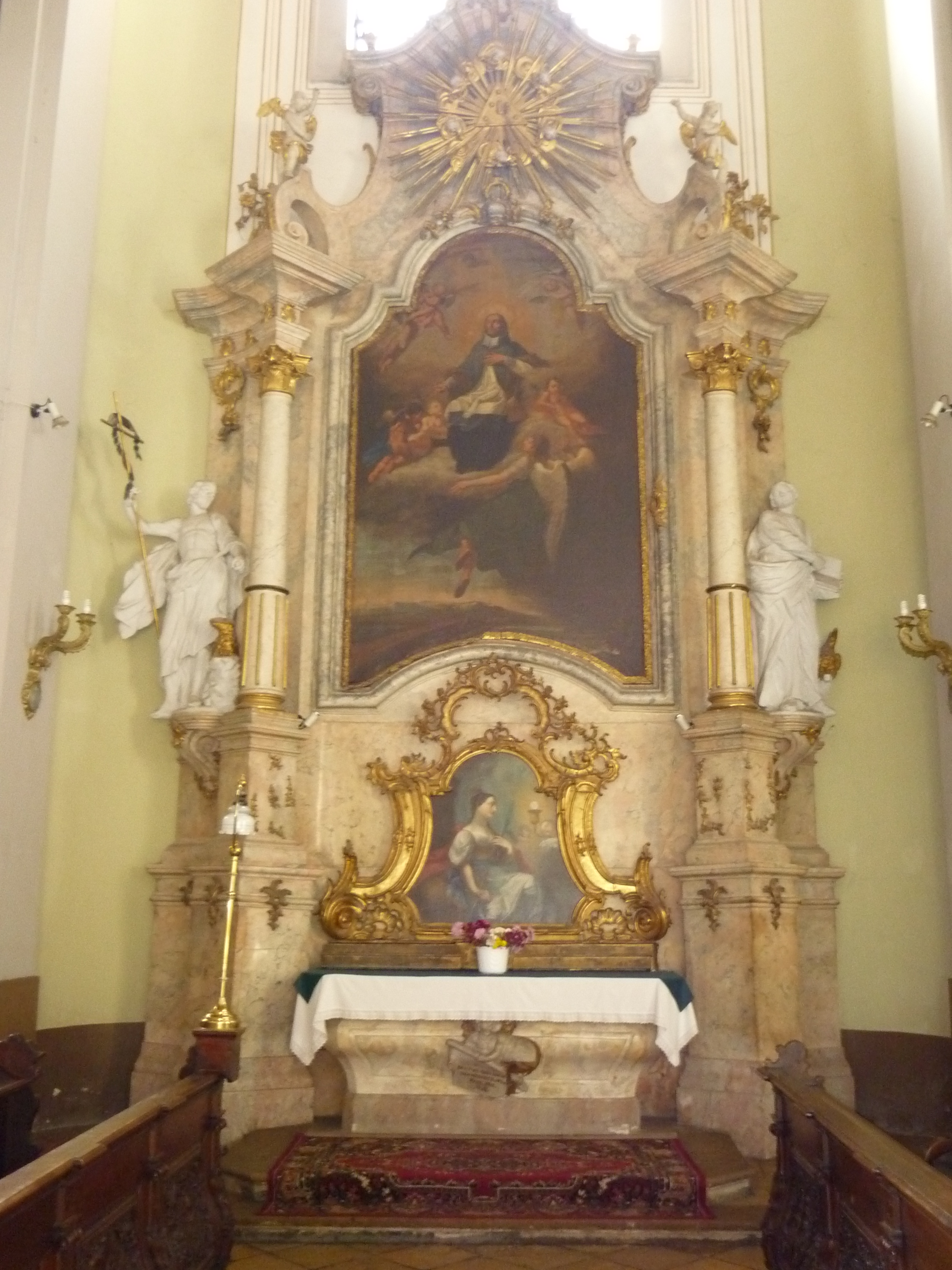
Nepomuki szent János oltára
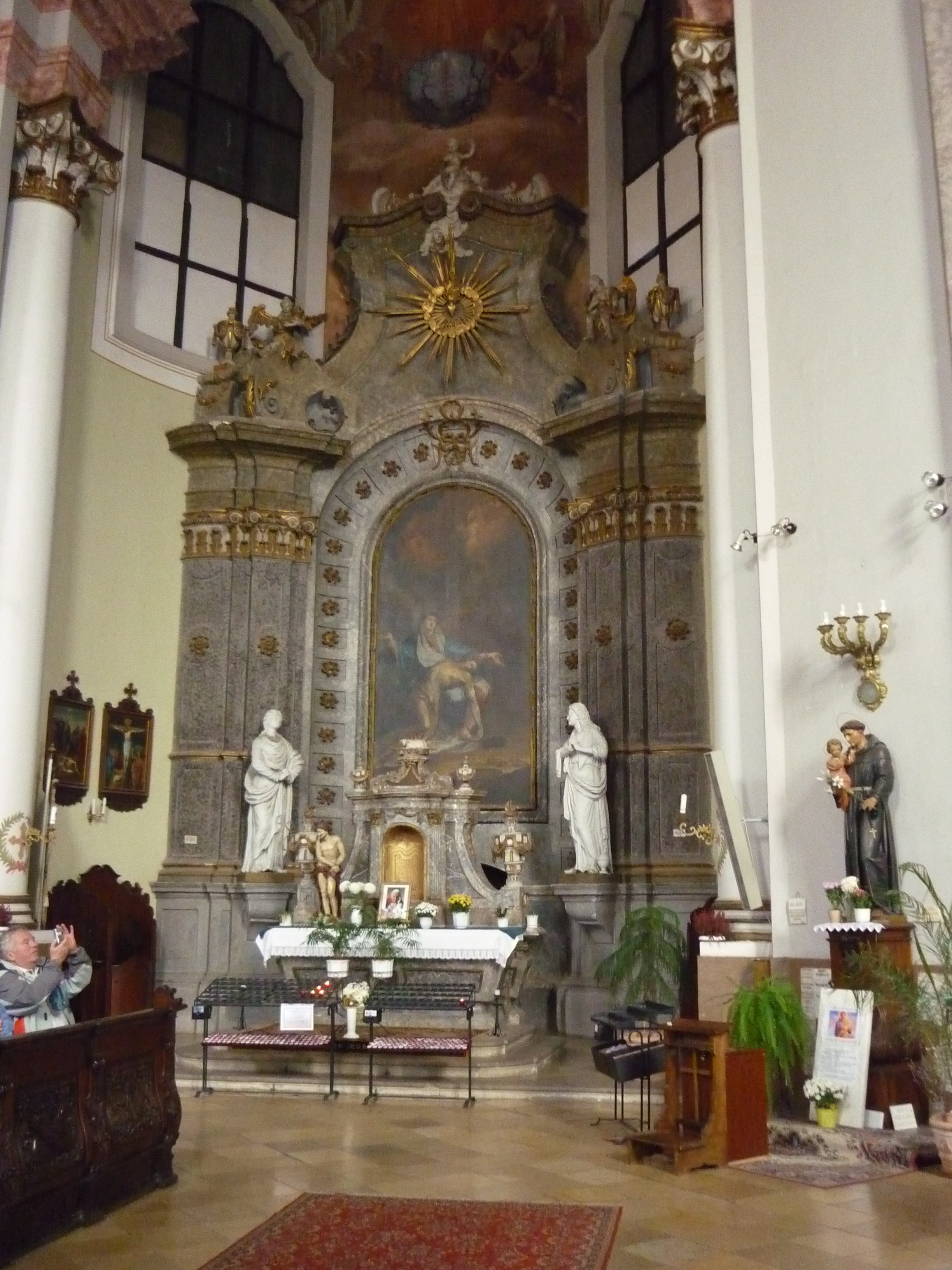
A Fájdalmas Szűz oltára
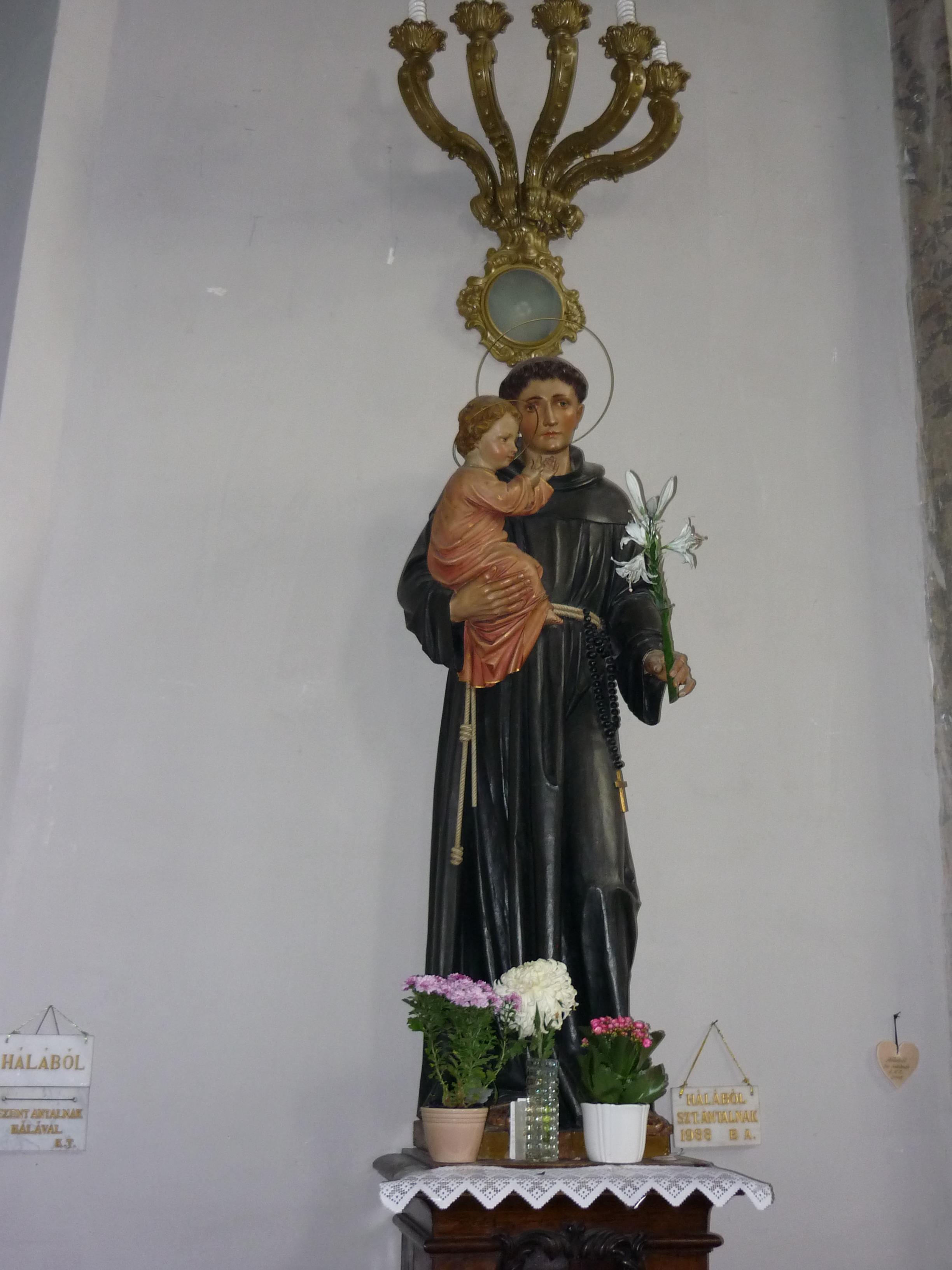
Páduai szent Antal szobra a Fájdalmas Szűz oltára mellett (kezében a liliommal)
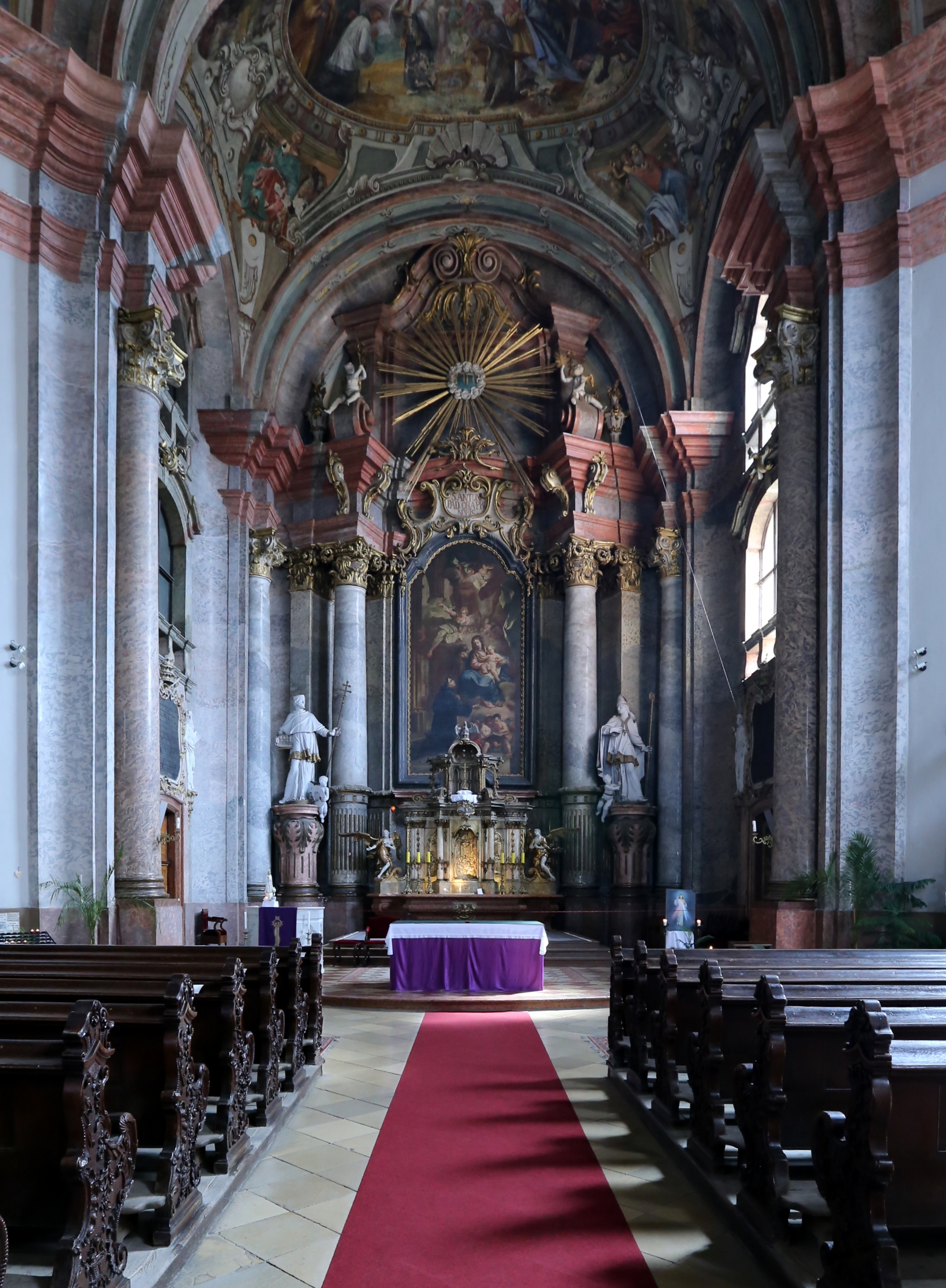
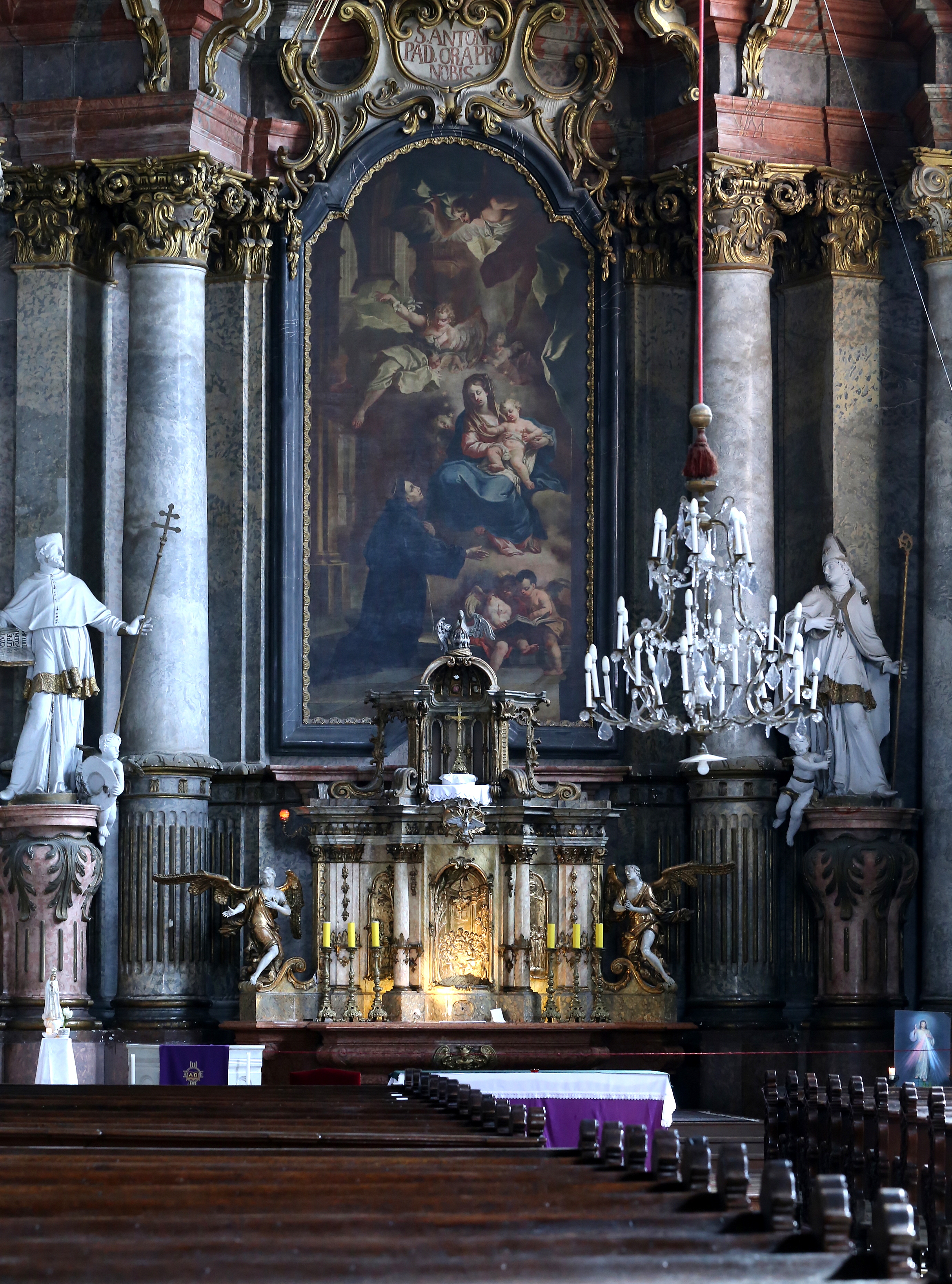
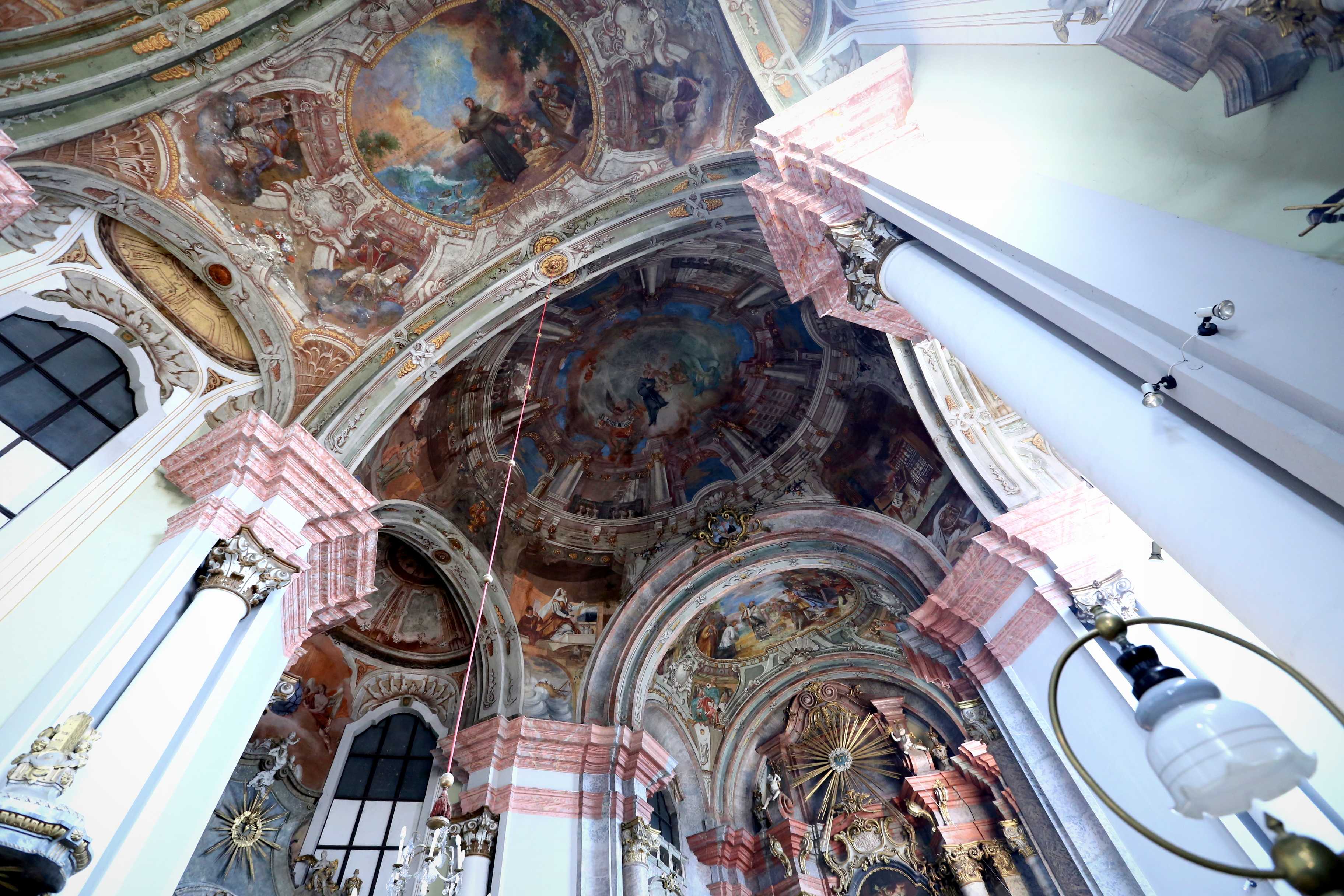
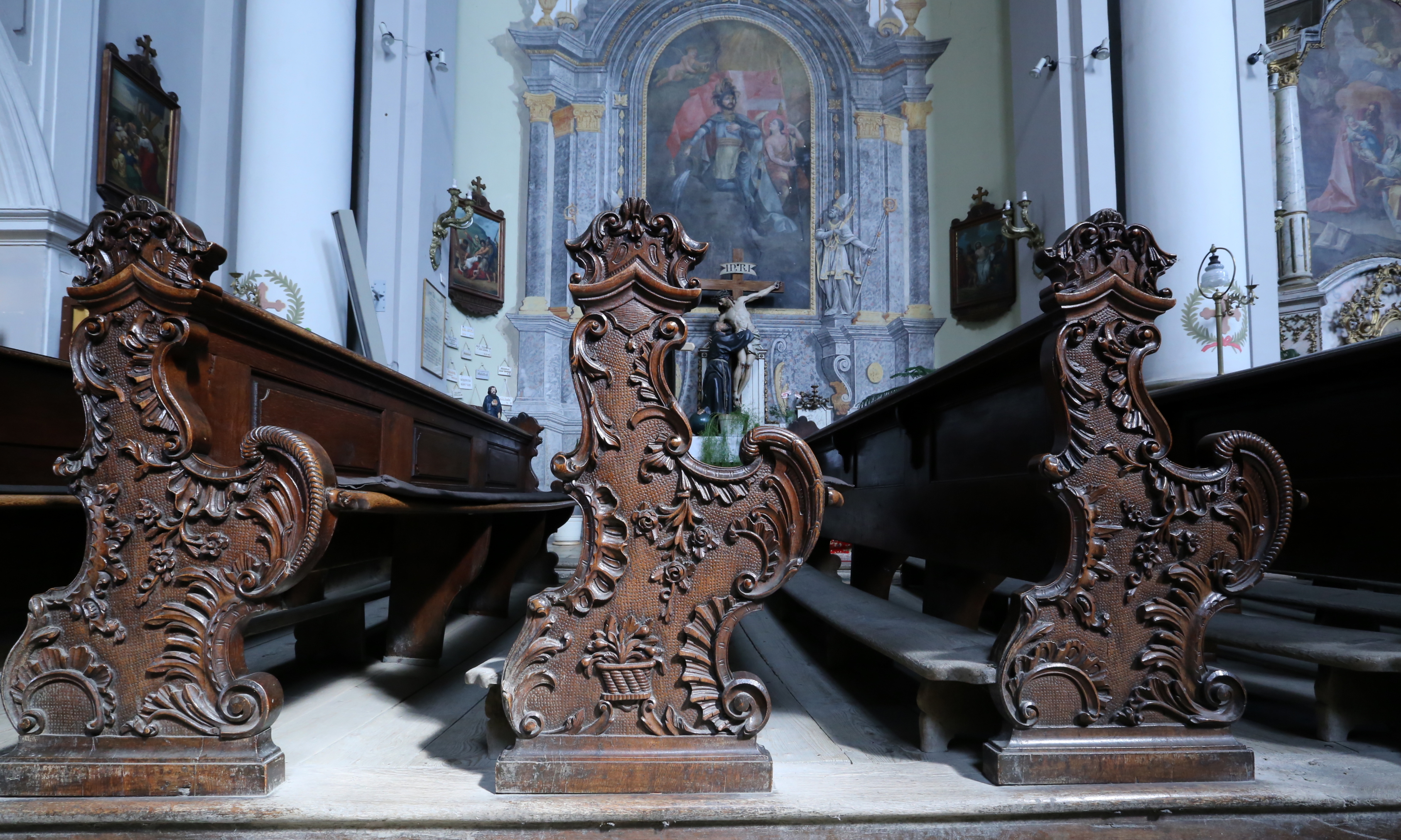

A mennyezet öt boltívének freskói a templom névadója, szent Antal életének jeleneteit ábrázolják.
Különlegesen értékesek a berendezés famunkái.

## Egyéb látnivalók, érdekességek
A bejárat mellett függesztették ki Pyrker János László érsek emléktábláját.
A templomban megtekinthető több magyar hercegnő:
- szent Kinga, (IV. Béla és Laszkarisz Mária lánya)
- boldog Jolán,(IV. Béla és Laszkarisz Mária lánya)
- szent Hedvig, (Nagy Lajos király lánya)

ereklyéje is - utóbbit Lengyelországból hozták hazánkba.
Kracker János Lukács egri festőművészt (aki egyebek közt a főoltár oltárképét festette), a templom kriptájában temették el.
A templom nyugati tornyából minden nap 11, 15 és 18 órakor harangjáték szól.

## Harangok
A templom egyetlen harangja az Antal harang a nyugati (Dobó tér felől jobb oldali, az egri vártól távolabbi) toronyban lakik. A c1 alaphangú harangot Mendel János győri harangöntő készítette 1834-ben. A harang alsó átmérője 150 cm és 1882 kg-ot nyom. Ez volt eredetileg a legnagyobb harang a négy harang közül. A többi harang a keleti (egri vár felőli) toronyban volt elhelyezve, a harangok tömege: 1218 kg, 783 kg, 347 kg volt, az első világháborúban hadi célokra elvitték, újraöntésük azóta sem történt meg. Az Antal harang és a harangszék is nagyon rossz állapotban van: erősen kiemelt és ellensúlyozott járomra szerelték át, így a harangozás ritmusa nagyon lassú, teljes felújításra szorul. A harang jelenleg délben és a szentmisékre harangozva szólal meg. A harang felújítása és a hiányzó 3 harang pótlása sokat jelentene.

## Az orgona
A mai templomba a minoriták új orgonát szerettek volna építtetni, azonban az anyagiak hiánya miatt először a még az előző templom részére 1718-ban készített kis barokk orgonát helyezték el a kóruson. Az egymanuálos, nyolcregiszteres hangszer, mely ismeretlen mester alkotása, még közel egy évszázadig működött. Amikor az 1850-es évtized közepén a salzburgi Ludwig Mooser megkezdte a főszékesegyház új orgonájának építését, a minoriták azzal a kéréssel fordultak az érsekhez, hogy a fölöslegessé vált régi orgonaházat részükre engedje át. A hangszer 24 változatú volt, 1720 táján ismeretlen mester állította fel. Miután az érsek az engedélyt megadta, 1856 nyarán a szekrényzetet átszállították a főszékesegyházból a minoriták templomába. Ebbe Mooser egy új, 17 regiszteres orgonát épített, mely napjainkban is működik.
A szerződés szerint ugyanakkor a régi kis orgona Mooser tulajdonába került, aki azt felújította, hátul beépített billentyűzete helyett külön játszóasztallal látta el, majd az Eger c. újság 1866. november 8-iki kiadásában 500 forintért eladásra kínálta. Az orgona végül két évvel később a gyöngyösi Szent Orbán templomba került.